# Fliegerhorst Dortmund-Brackel

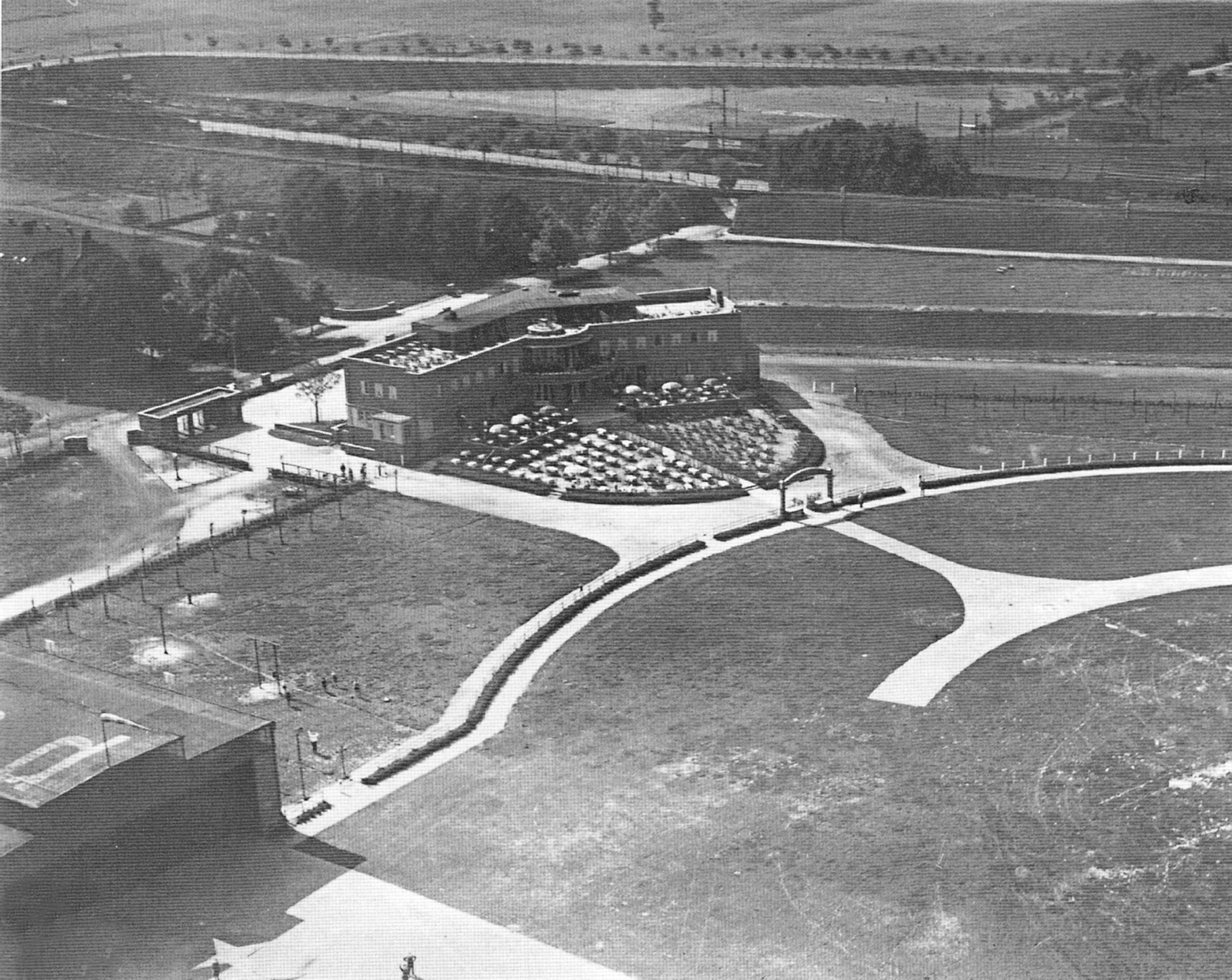
Flughof Brackel Luftaufnahme 1927

Der Fliegerhorst Dortmund-Brackel  war zusammen mit der Richthofen-Kaserne eine Militäranlage der Luftwaffe der Wehrmacht in Dortmund-Brackel. Er lag auf dem Gelände des Zivilflughafens Dortmund-Brackel.

## Geschichte
Das Brackeler Feld wurde schon ab 1914 für den Sportflugverkehr genutzt, bevor im Mai 1925 der zivile Linienflugverkehr begann. Nach der Machtergreifung der Nationalsozialisten, der den noch geheimen Aufbau einer Luftwaffe mit sich brachte, lag hier ab April 1934 die I./JG 134 (I. Gruppe des Jagdgeschwaders 134). Diese Gruppe, die eine der ersten der neu aufzubauenden Luftwaffe war, flog hier anfangs mit der Arado Ar 65 und der Arado Ar 68E und später auch mit der Messerschmitt Bf 109B/D. Bis August 1939 bestand zwischen der zivilen und der militärischen Nutzung noch ein Parallelbetrieb. Danach gab es keinen Zivilflug mehr. Für die Nutzung als Fliegerhorst legte man einen sehr großen, einen großen und acht mittlere Hangars südlich des Flugfeldes an. Hinter den Hangars befanden sich Unterkunfts- und Wirtschaftsgebäude.
Die folgende Tabelle zeigt eine Auflistung ausgesuchter fliegender aktiver Einheiten (ohne Schul- und Ergänzungsverbände) der Luftwaffe die hier zwischen 1934 und 1945 stationiert waren.
| Von            | Bis            | Einheit                                                           | Ausrüstung                                         |
| -------------- | -------------- | ----------------------------------------------------------------- | -------------------------------------------------- |
| Oktober 1934   | Oktober 1938   | I./JG 134 (I. Gruppe des Jagdgeschwaders 134)                     | Arado Ar 65, Arado Ar 68E, Messerschmitt Bf 109B/D |
| Juli 1938      | Oktober 1938   | IV./JG 134                                                        | Arado Ar 68, Messerschmitt Bf 109D                 |
| November 1938  | Dezember 1938  | I./JG 142                                                         | Messerschmitt Bf 109D                              |
| Januar 1939    | April 1939     | Stab, I./ZG 142 (Stab und I. Gruppe des Zerstörergeschwaders 142) | Messerschmitt Bf 109D                              |
| Mai 1939       | 1940           | Stab, I., III./ZG 26                                              | Messerschmitt Bf 109D                              |
| November 1939  | März 1940      | I./JG 26                                                          | Messerschmitt Bf 109E                              |
| Januar 1940    | Juli 1940      | II./JG 26                                                         | Messerschmitt Bf 109E                              |
| Dezember 1940  | Januar 1941    | Stab, III./JG 54                                                  | Messerschmitt Bf 109E                              |
| Juni 1941      | Juni 1941      | IV./JG 51                                                         | Messerschmitt Bf 109E                              |
| Dezember 1943  | Februar 1944   | I./JG 1                                                           | Focke-Wulf Fw 190A-6                               |
| April 1944     | Juni 1944      | II./JG 300                                                        | Focke-Wulf Fw 190A-7                               |
| September 1944 | September 1944 | I./JG 3                                                           | Messerschmitt Bf 109G-6/AS                         |
| September 1944 | September 1944 | III./JG 300                                                       | Messerschmitt Bf 109G-6                            |
| September 1944 | November 1944  | Stab/JG 4                                                         | Messerschmitt Bf 109G-14                           |
| September 1944 | März 1945      | Stab, IV./NJG 1 (Stab und IV. Gruppe des Nachtjagdgeschwaders 1)  | Junkers Ju 88G-1, Messerschmitt Bf 110G-4          |
| Dezember 1944  | Januar 1945    | I./JG 77                                                          | Messerschmitt Bf 109G-14                           |

Im Zweiten Weltkrieg wurde der Flughafen durch Bombenangriffe zerstört. Am 12. April 1945 besetzten US-Streitkräfte den Fliegerhorst und nach dem Krieg von der RAF Germany übernommen. Ab 1953 wurde das Flugfeld in Brackel wieder von der Sportfliegerei genutzt. 1959 wurde der Flugbetrieb am Standort Brackel endgültig eingestellt.